# Казаналипов, Асельдер
Казаналипов Асельдер-бек (кум. Аселдербек Къазаналп; 1855, Капчугай, Дагестанская область — 1928, Доганджы, виллает Чанаккале) — общественно-политический деятель Дагестана. Участник подавления восстания горцев в Дагестане в 1877 году, участник Ахал-текинской экспедиции (1879—1881). Действительный статский советник (1909), шталмейстер Двора, советник по особым поручениям Наместника на Кавказе. Из беков, по национальности кумык.

## Биография
Асельдер Казаналипов родился в семье капчугайского чанки Казаналипа, исполнявшего должность сельского старшины. Казаналипов Асельдер-Бек после поступления в Темир-хан-Шуринское реальное училище продолжил учёбу в Ставропольской гимназии (1866—1873 гг.). В 1874 году поступил во 2-е военное Константиновское училище и в возрасте 21 года в звании прапорщика поступил на службу в 82-й пехотный Дагестанский полк в укреплении Чири-Юрт.
В 1877 году в звании батальонного адъютанта Асельдер Казананлипов участвовал в подавлении вооружённого восстания горцев. С 1878 года служил делопроизводитель полкового суда. В 1878-1881 годы в составе экспедиционного отряда участвовал в Ахал-текинской экспедиции, целью которого было подчинение к России независимых туркменских племён.
В 1881 году ему было присвоено звание поручик, 6 мая 1887 году присвоено звание штабс-капитаном. 9 мая 1887 году его назначили надворным советником. 21 июля 1896 года стал коллежским советником. В 1897 году был членом Темир-хан-Шуринской войсковой строительной комиссии (для создания специальных объектов). В 1900 г. член Темир-Хан-Шуринского местного управления Российского общества Красного Креста.
16 марта 1900 году Асельдер Казаналипов ушёл со службы с формулировкой по состоянию здоровья. В период отставки занимался активной деятельностью для создания «Просветительского общества для мусульман Дагестанской области». В 1906 году по ходатайству графа Иллариона Ивановича Воронцова-Дашкова Асельдер Казаналипов был определён на службу чиновником особых поручений V класса с присвоением чина статского советника, с 1909 года служил в должности шталмейстера (тайный советник) Двора Его Императорского Величества Николая-II., затем был действительным статским советником вплоть до Февральской революции 1917 года. Из справки НКВД: "В период двоевластия (с 1917 февраль- по октябрь) и в последующий переходный период, в том числе и гражданскую войну, а также в годы Советской власти, до отъезда в Турцию, никакой противоправной деятельностью не занимался.
В 1925 году Асельдер-бек Казаналипов получил визы НКИД и выехал на постоянное место жительство в Турецкую республику. Там до своей кончины занимался фермерским хозяйством. Вместе с тем, эта справочная фактология, не раскрывает того, что за ней, прежде всего, кроется несколько совсем иная личность человека, переживающего положение своей родины и устремленного к обретению ею государственности. Ныне рассекреченные документы департамента полиции, свидетельствуют; — его высокий статус, звания и положение и т. д. при внешней благосклонности со стороны официальной администрации было всего лишь политической мерой заигрывания в целях обеспечения влияния на российское мусульманство, достигаемого посредством задабривания своим расположением таких как он и подобных незаурядных личностей. Фактически же, сведения различных департаментов и, как правило Особого отдела (по фонду Пантюркизма), показывают нам исключительно пристальное внимание к нему со стороны этих органов. Они переполнены различными донесениями, агентурными сведениями, подробными рапортами и аналитическими справками из которых видно, что агентура Департамента полиции отслеживала каждый его шаг.
Более того из тех же документов мы видим его контакты с турецкой резидентурой и весьма конфиденциальную информацию о его устремленности к обретению Дагестаном Автономии, что в тех условиях ему виделось возможным только лишь благодаря соответствующим изменениям в мире, либо (на что наводило на мысли резкое повышение революционной активности и рост рев. партий колониальных окраин, в частности на Кавказе) рев.событиям в России, облегчающие достижение этой цели — Автономии в составе Турции. Его девиз, по свидетельству жандармского ведомства : «Дагестан для дагестанцев.» Используя своё высокое положение при наместнике, — свидетельствуют документы ДП, — Казаналипов расставлял своих людей, пренебрежительно относившегося в российскому колониальному чиновничеству в Дагестанской области. Имеются промежуточные сведения о его поддержке издания знаменитого первого русско-язычного, иллюстрированного еженедельника «Стамбульские новости», выходившего в Стамбуле под редакцией Д. Коркмасова в 1909—1910 годах.

## Награды
- За отличие по службе в 1898 году награждён орденом Св. Анны II степени.
- 30 августа 1893 года удостоен ордена Св. Анны III степени;
- 1894 год — кавалер ордена Св. Станислава II степени.

## Семья
Был женат на Джахбат-бике, дочери последнего кумыкского правителя, шамхала Тарковского Шамсутдин-Хана. Детей не имели. Фактически, как в Петербурге, так и Тифлисе проживал с дамой по имени Валентина с которой и бывал в свете. Приёмная дочь Ханыш (1895—1964), за мужем за ученым-востоковедом С. Наримановым (армянин, однофамилец Н. Нариманова) работавшего в аппарате ВЦИК, в 1937 г. репрессированного. При отъезде в Турцию А. Казаналипов приехал в Москву из Дагестана вместе с фактическим отцом Ханыш с предложением поехать в Турцию, но та имея в браке сына, категорически отказалась. Сын Ханыш — Борис, по окончании школы от родителей своих отказался, сменил фамилию, окончил военно-морское училище, служил на флоте — капитан 2 ранга. Жил в Ленинграде.

## Высказывания современников
- «Казаналипов — некоронованный король Дагестана и тайный вождь панисламистов» (Марков Н. Е., депутат III Государственной думы, монархист)[3];
- «Очень умный. Был мне чрезвычайно полезен по делам дагестанским. Пользуется в Дагестане большим авторитетом» (И. И. Воронцов-Дашков, из восп. С. Габиева)[4];
- «Он отличается от многих других плохо скрываемым мусульманским фанатизмом» (Кумсков — начальник дагестанского жандармского управления).
- «Руководителем панисламизма, как говорят, шталмейстер Асельдер-бек Казаналипов, распоряжается местами в Дагестане, как у себя дома. Попасть к нему в немилость страшно. Придавленная им русская администрация, спасая свою шкуру, говорит и о всех недочетах в Дагестане, только шёпотом, оглядываясь, что и сам наблюдал.» (ротмист Матегорин, ГАРФ, ДП ОО, д.74 (ч.7), л.5)

## Примечание
1. ↑  Памятная книжка и адрес-календарь Дагестанской области на 1901 г.. — Темир-Хан-Шура: Типография В.М. Сорокина, 1901. — С. С.34..
2. ↑  К. Алиев. Кумыкский генералитет Российской Империи. Дата обращения: 2 сентября 2012. Архивировано 24 декабря 2013 года.
3. ↑  Идрисов Ю. Капчигай и капчигайцы (недоступная ссылка)
4. ↑  Необходимо задать параметр url= в шаблоне {{cite web}}. Необходимо задать параметр title= в шаблоне {{cite web}}. [ ]. Дата обращения: 30 августа 2012. Архивировано 26 августа 2012 года.